# The Writer
The Writer – czwarty singel z debiutanckiego albumu angielskiej wokalistki Ellie Goulding zatytułowanego Lights. Wyprodukowany przez Starsmith’a utwór został wydany w formie digital download 8 sierpnia 2010.
Teledysk do singla został nakręcony w czerwcu 2010 roku w latarni morskiej w Happisburgh, a jego reżyserią zajął się Chris Cottam. Oficjalna premiera teledysku miała miejsce 9 lipca 2010 na portalu YouTube.

## Lista utworów
- UK iTunes EP[3]

1. „The Writer” – 4:14
2. „The Writer” (Live Acoustic Version) – 4:12
3. „The Writer” (Alan Braxe Remix) – 6:05
4. „The Writer” (Friend’s Electric Remix) – 3:50

- UK promo CD singel

1. „The Writer” (Starsmith Edit) – 3:43
2. „The Writer” (Album Version) – 4:14
3. „The Writer” (Instrumental) – 4:13

## Notowania
| Lista (2010)     | Najwyższa pozycja |
| ---------------- | ----------------- |
| UK Singles Chart | 19                |